# Françoise Dunand
Pour les articles homonymes, voir Dunand.
Françoise Dunand est une historienne française, professeur émérite de l'université de Strasbourg, spécialiste de l'Égypte grecque et romaine.

## Biographie
Elle est née en 1934 à Irigny. Elle étudie à l'université de Lyon auprès de Jean Pouilloux, devient agrégée et enseigne. Le premier poste d'enseignement qui lui est affecté est en Alsace.
En 1960, elle devient pensionnaire de l'Institut français d'archéologie orientale du Caire. Elle est élue en 1980, jusqu'en 2003, à la chaire d'histoire de l'Institut d'Histoire des religions de Strasbourg. Elle y dirige l'institut d'histoire des religions de 1981 à 2003,. Elle contribue à y introduire, en plus de l'étude des religions monothéistes, l'étude des religions polythéistes et des religions traditionnelles. 
À partir de 1981, elle dirige les recherches sur le terrain de la nécropole de Douch, puis à partir de 1991, elle constitue l'équipe « Alpha Necropolis » qui fouille les nécropoles de l'oasis d'al-Kharga en Égypte et le site de Deir,. 
Elle publie aussi en 1996 Pour une mémoire des religions, avec le sociologue Jean-Paul Willaime et l'historien François Bœspflug, y abordant en particulier la question de l'enseignement de l'histoire des religions, dans un esprit de laïcité ouverte.
Elle prend sa retraite en 2003, tout en continuant à rédiger des ouvrages sur les religions et les civilisations.
Elle participe à la rédaction de l'ouvrage La mort et l'immortalité : Encyclopédie des savoirs et des croyances en signant, dans le deuxième chapitre intitulé La mort et le devenir du corps, l'article Des corps sortis du temps ; Techniques de conservation des corps dans l'Égypte ancienne.

## Distinctions
- 1999 : Prix Clio pour la recherche archéologique : Prix spécial du jury pour son Étude archéologique et anthropologique de la nécropole d'El Deir (oasis de Kharga - Égypte)
- 2002 : Prix Clio pour la recherche archéologique

## Publications

### Livres
- Françoise Dunand et Roger Lichtenberg, Les Égyptiens, Le Chêne, coll. « Les grandes civilisations », 248 p.
- Françoise Dunand et Roger Lichtenberg, Les Momies : Un voyage dans l'éternité, Éditions Gallimard, 1991, 2007, coll. « Découvertes Gallimard / Archéologie » (no 118), 144 p., (traduit en italien, en anglais, en espagnol, en néerlandais, en suédois, en russe, en japonais, en coréen et en chinois traditionnel)
- Françoise Dunand, Isis, mère des dieux, Actes Sud, Arles, 2008, coll. « Babel », 356 p.
- Françoise Dunand, Jean-Paul Willaime, François Boesflug, Pour une mémoire des religions, La Découverte, 1996, 204 p.  (ISBN 9782707125965)

### Filmographie
- Les momies du désert (13 min - 1999 - réalisation Serge Tignères et Alain Zenou), un des sujets du DVD Le mystère des momies distributé par DEG multimédia, dans la collection d’Arte Vidéo « L’Aventure humaine »[4].